# 1ページ漫画
1ページ漫画（いちページまんが）は、日本の漫画の表現形式の1つ。ミニストーリーが1ページ内で完結するもの。
手法的には4コマ漫画と重なるところが多いが、一般的な4コマ漫画が1ページに2つのストーリーを並列するのに対し、1ページを一くくりにし、コマの数も4コマに縛られず増減する（1コマ、1ページを使った4コマの場合もあれば極端にコマ数が多い場合もある）。
雑誌掲載作品ではストーリー4コマと同様に、複数のミニストーリーを総体として一つの物語（掲載一話分）としているものも多い。また、漫画や雑誌、アニメの内容を簡潔に紹介する際にも用いられる。1ページでストーリーが完結するところがウェブブラウザによる閲覧方法に適しているため、アマチュア漫画家などがウェブコミックを発表する際にもよく用いられている。